# 貝治芒醫院
貝治芒醫院，正式名稱為士嘉堡醫療網絡貝治芒分院（Scarborough Health Network, Birchmount Hospital），是加拿大安大略省多倫多的一所醫院。該醫院位於貝治芒道上的愛靜閣社區，於1984年由救世軍開設，當時名為士嘉堡慈恩醫院（Scarborough Grace Hospital），至今一些當地人仍慣用舊稱稱呼該醫院。自2016年始，貝治芒醫院是士嘉堡醫療網絡的一部分。

## 歷史
1984年，救世軍開設該醫院，並將其命名為救世軍士嘉堡慈恩醫院（The Salvation Army Scarborough Grace Hospital），簡稱士嘉堡慈恩醫院。1998年，救世軍還承擔了士嘉堡全科醫院的行政職責，並組建了附屬醫院網絡——士嘉堡醫院。當時，該醫院的正式名稱是士嘉堡醫院慈恩分院（The Scarborough Hospital, Grace Division）。
2010年12月21日，士嘉堡-愛靜閣選區省議員菲臘斯（Gerry Phillips）核准貝治芒醫院安裝磁力共振掃描機。
2016年12月1日，士嘉堡醫院（士嘉堡全科醫院及貝治芒醫院）與兆康醫院合併，形成一個新的醫院管理網絡，即士嘉堡醫療網絡。
2019年1月24日，士嘉堡醫療網絡核准停止貝治芒醫院的兒科及產科服務。截至2019年，醫療網絡計劃到2031年將分院數量從三個減少至兩個。在三個重組選項中的兩個中，貝治芒醫院計劃被關閉。由多倫多市議員詹嘉禮發起「拯救慈恩」（Save the Grace）運動，呼籲安大略省政府停止關閉醫院的計劃。